# Glashütte Altenböddeken

Schreiben der Glashütte mit Briefkopf „Becker, Pfaff & Cie.“ an das Amt Büren vom 20. Dezember 1878, betreffend die Beschäftigung jugendlicher Arbeiter.

Die Glashütte Altenböddeken lag in der Nähe des Weilers Altenböddeken im Haarener Wald bei Wewelsburg im heutigen Kreis Paderborn, Nordrhein-Westfalen. Sie wurde im Jahr 1807 gegründet, der Betrieb wurde 1881 eingestellt.

## Geschichte
Die Glashütte wurde im Jahre 1807 von den Glasmeistern Friderich und August Becker erbaut. Sie waren ein Zweig einer ursprünglich aus dem Raum Großalmerode stammenden Glasmeisterfamilie und hatten vorher bereits eine Glashütte in der Nähe von Driburg betrieben. Dort wurde jedoch das Holz knapp, weswegen ein weiterer Betrieb der Glashütte dort unmöglich erschien. Infolge des Reichsdeputationshauptschlusses war jedoch einige Jahre zuvor das ehemalige Augustinerkloster Böddeken durch den preußischen Staat aufgelöst worden, so dass die waldreichen Ländereien des ehemaligen Klosters nun in Staatsbesitz waren und den Brüdern Becker in Erbpacht gegeben werden konnten, nachdem dies von ihnen am 26. August 1805 bei der Kriegs- und Domänenkammer Münster beantragt wurde. Am 30. März 1806 wurde zwischen den Brüdern Becker und der Kriegs- und Domänenkammer Münster ein Vertrag über eine Laufzeit von zunächst zehn Jahren ab 1807 geschlossen, nach welchem sie jährlich Achthundert Malter Buchenholz erhalten sollten, das Malter zu einem Taler und vierzehn Groschen.
Die Ansiedlung der Glasfabrik war von der preußischen Verwaltung, der das ehemalige Hochstift Paderborn kurz zuvor zugefallen war, als Möglichkeit zur sozioökonomischen Entwicklung der Region, die allgemein als rückständig galt, sehr gern gesehen, führte jedoch zu einem starken Anstieg des Holzpreises, wodurch für viele Anwohner eine Haupteinnahmequelle, der teurere Weiterverkauf günstig in Böddeken erstandenen Holzes, wegfiel. Für die Bevölkerung der umliegenden Dörfer brachte die Glashütte kaum Arbeitsplätze, die Fachkräfte zogen aus Hessen, Thüringen und Sachsen her.
Um die Glasfabrik bildeten sie eine eigenständige Siedlung. Für das Jahr 1818 verzeichnet die Ortschronik von Wewelsburg dort "82 Seelen und 14 Wohnhäuser". 1840 wohnten 83 Menschen in der Nähe der Glashütte. Jeder Arbeiter bekam zwei Schweine, eine Kuh und 1/3 Morgen Land. In der Saison von Ostern bis Weihnachten arbeiteten bis zu 31 Menschen in der Fabrik.
Die Art der Glasherstellung war typisch für eine Glasmanufaktur des 19. Jahrhunderts. Hauptsächlich wurden mithilfe eines sogenannten deutschen Ofens Fensterscheiben und einfaches Hohlglas produziert, dies in Schichten von 12 Stunden ohne Pause. Die notwendigen Rohstoffe wie Sand, Kalk und Pottasche wurden in der Umgebung zugekauft. In einer bis zu 48-stündigen Schmelzzeit konnten so bis zu 400 kg Glas hergestellt werden.
1816 wurden in der Glashütte 460 Kisten Fensterglas, die Scheibe 21 × 17 Zoll, 180 000 Stück weißes Hohlglas, 60 000 Stück grünes Hohlglas und 180 000 Stück Medizingläser produziert. Der Wert dieser Glaswaren belief sich auf ca. 12 000 Reichstaler. Die fertigen Produkte wurden hauptsächlich exportiert, teilweise bis in die Niederlande. Doch auch im Umland wurde das Glas durch Händler verkauft.
Zur Arbeit in der Glashütte wurde in einer Fabrikrevision im Jahr 1855 bemerkt, dass diese „der großen Hitze und der häufigen Zugluft beider Öfen wegen“ als ungesund zu bezeichnen sei. Dennoch wurden während der gesamten Geschichte der Glashütte immer wieder Kinder und Jugendliche dort beschäftigt. Die örtliche Verwaltung musste mehrfach auf die Einhaltung der sich während des 19. Jahrhunderts entwickelnden Kinder- und Jugendschutzbestimmungen hinwirken.
Über die Besitzverhältnisse der Glashütte sind heute keine genauen Informationen mehr verfügbar. Teilweise ist in den Akten und der Literatur von verschiedenen Besitzern namens Becker die Rede, doch führte die Glashütte während der letzten 5 Jahre ihres Bestehens den Namen "Becker, Pfaff und Compagnie". Auch ist von einem Schuckmann die Rede, der sich bei einer Zwangsversteigerung im Jahr 1868 in die Fabrik eingekauft habe.
Gesichert ist, dass der Betrieb der Glashütte zum Jahr 1881 eingestellt wurde (Abmeldung des Gewerbes am 15. August 1880). Als Gründe werden die Konkurrenz durch industrielle Fertigungsmethoden an verkehrsmäßig besser gelegenen Orten sowie persönliche Unglücksfälle in der Besitzerfamilie genannt.
Einige Gebäude der Glashütte und der umliegenden Siedlung sind bis heute erhalten. Auf dem Gelände der eigentlichen Glashütte steht der Bauernhof Klocke.

## Der „Glasbläserfriedhof“
Die meisten der zugewanderten Arbeiter der Glashütte waren Protestanten, deshalb wurde im Jahr 1854 für sie ein eigener Friedhof angelegt, der sogenannte Glasbläserfriedhof. Eingeweiht wurde der Friedhof durch den Bürener Pfarrer Granier am 21. April 1854. Am 27. Mai 1873 schenkte der Besitzer der Fabrik den Friedhof der Kirchengemeinde Büren, somit bildet er deren ältesten Grundbesitz. Da die Friedhöfe im Erzbistum Paderborn überwiegend der katholischen Bevölkerung vorbehalten waren, wurden dort bis 1928 auch verstorbene Protestanten aus der näheren und weiteren Umgebung beerdigt.
Da der Friedhof lediglich in Vergessenheit geriet, jedoch niemals entweiht wurde, konnte dort im Jahr 2008 der evangelische Waldfriedhof Altenböddeken eingerichtet werden.